# Begemder

Begemder abans de 1995.

Begemder (també anomenada a vegades Gondar o Gonder per la seva capital) fou una província a la part nord-occidental d'Etiòpia que va existir fins a 1995. Hi ha unes quantes etimologies proposades per al seu nom. Un és que derivava de Bega (beja) més meder (terra) (o sigui terra dels beges), ja que una inscripció de l'emperador Ezana d'Aksum descriu el trasllat de 4.400 presoners beges a una província de situació encara desconeguda anomenada Matlia. Un altre és que les primeres dues síl·labes venen del gueez baggi per a ovella (amhara beg), encara que Charles Tilstone Beke afirmava que les ovelles mai no s'han pasturat a la zona, ni es podien criar allí. Beckingham i Huntingford es fixen que Begemder originalment s'aplicava a l'est de país del llac Tana, on l'aigua és escassa, i conclouen que "l'al·lusió a la manca d'aigua suggereix l'amhàric baga, "estació seca", com a font possible del nom.".
La primera menció enregistrada de Begemder fou en el mapa de Fra Mauro, (vers 1460), on es descriu com un regne. L'emperador Lebna Dengel, a la seva carta al rei de Portugal (1526), també descrivia Begemder com a regne, però ho incloïa com a subdivisió del seu imperi. Durant el segle xviii, la seva capital era a Filakit Gereger, on Ras Ali va morir el 1788.
Els límits de Begemder es van revisar com a resultat de la proclamació nº 1 de 1943 que creava 12 taklai ghizats (governs generals) amb les 42 províncies de mides variables que existien fins aleshores. Una comparació dels dos mapes a Margary Perham The Government of Ethiopia determina que la província de Semien i la de Wolqayt foren agregades a Begemder. Amb l'adopció de la nova constitució de 1995, Begemder es va dividir entre les noves regions ètniques (kilil): d'una banda la cantonada sud-oest passava a la Regió de Benishangul-Gumuz formant la zona de Metekel; d'altra banda la part nord-occidental passava a la regió de Tigre una altra banda a la cantonada nord-occidental passava a la Regió Tigre formant la zona de Mi'irabawi; finalment la resta es convertia en el cor de la Regió Amhara.